# Provirus
Een provirus is het genetisch materiaal (genoom) van een virus dat geïntegreerd is in het DNA van een gastheercel. Dit gebeurt bijvoorbeeld bij retrovirussen, waarbij het virale genoom wordt omgezet in DNA door reverse-transcriptase, waarna het door integrase in het genoom wordt ingevoegd. In deze vorm is het virus niet direct in staat zichzelf te kopiëren, maar wordt het wel doorgegeven wanneer de gastheercel zich deelt.
Een provirus kan zich in twee toestanden bevinden: latent of productief. In de latente fase blijft het provirus transcriptioneel inactief en worden er geen nieuwe virusdeeltjes geproduceerd. Dit kan echter veranderen door omgevingsfactoren of veranderingen in de gezondheid van de gastheer. Tijdens de productieve fase wordt het provirus tot expressie gebracht, zodat de nieuwe virusdeeltjes door de cel worden aangemaakt.
Provirussen hebben een rol in de evolutie van eukaryotische genomen. Bij de mens is naar schatting 5–8% van het genoom afkomstig van endogene retrovirussen, die ooit als provirussen in het DNA zijn opgenomen en door overerving behouden zijn gebleven. Hoewel de term ‘provirus’ vooral in verband wordt gebruikt met retrovirussen, kunnen ook andere virussen, zoals adeno-geassocieerd virus (AAV's), zich in het gastheergenoom integreren. Dit proces komt niet alleen voor bij eukaryoten, maar ook bij bacteriën en archaea, waar bepaalde virussen met circulaire DNA-genomen een vergelijkbare strategie hanteren om zich te verspreiden.